# Мавлянов Абдуразак
Абдуразак Мавлянов (31 березня 1908, аул Сайрам Чимкентського повіту Сирдар'їнської області Туркестанського краю, тепер Туркестанська область, Казахстан — 13 березня 1975, місто Ташкент, Республіка Узбекистан) — узбецький радянський діяч, голова Ради Міністрів Узбецької РСР, секретар ЦК КП(б) Узбекистану. Член Бюро ЦК КП(б) Узбекистану. Депутат Верховної ради Узбецької РСР. Депутат Верховної ради СРСР 2—3-го скликань.

## Біографія
Народився в родині кустаря-ремісника. З 1918 року працював пастухом у бая. З одинадцятирічного віку виховувався в інтернаті. У 1924 році вступив до комсомолу.
У травні — серпні 1924 року — учень школи фабрично-заводського навчання поліграфії в Ташкенті. У серпні 1924 — жовтні 1929 року — складач Ташкентської типографії № 1.
У 1929 році закінчив жіночий педагогічний технікум в Ташкенті, здобув спеціальність вчителя.
Член ВКП(б) з жовтня 1929 року.
У жовтні 1929 — жовтні 1930 року — голова фабрично-заводського комітету друкарів Ташкентської типографії № 1. У листопаді 1930 — травні 1932 року — директор Ташкентської типографії № 1.
У травні 1932 — вересні 1933 року — голова Центрального правління профспілки друкарів Узбецької РСР.
У вересні 1933 — лютому 1937 року — заступник голови Ради професійних спілок Узбецької РСР.
У лютому 1937 — січні 1938 року — голова ЦК Спілки бавовняних радгоспів і машинно-тракторних станції СРСР.
У січні — червні 1938 року — голова видавництва «Держвидав» Узбецької РСР; секретар Октябрського районного комітету КП(б) Узбекистану міста Ташкента.
У червні — вересні 1938 року — 3-й секретар Ташкентського міського комітету КП(б) Узбекистану.
У вересні 1938 — лютому 1939 року — 2-й секретар Самаркандського обласного комітету КП(б) Узбекистану.
У лютому 1939 — жовтні 1941 року — 1-й секретар Бухарського обласного комітету КП(б) Узбекистану.
7 грудня 1941 — 2 вересня (фактично в березні) 1942 року — секретар ЦК КП(б) Узбекистану із пропаганди.
У березні 1942 — 21 лютого 1946 року — 1-й секретар Ташкентського обласного комітету КП(б) Узбекистану.
У лютому 1946 — січні 1949 року — 1-й секретар Андижанського обласного комітету КП(б) Узбекистану.
Одночасно, 13 березня 1947 — 19 серпня 1950 року — голова Верховної Ради Узбецької РСР.
У січні 1949 — січні 1950 року — слухач курсів перших секретарів обкомів, крайкомів при ЦК ВКП(б) у Москві.
10 січня — 14 квітня 1950 року — секретар ЦК КП(б) Узбекистану.
24 квітня 1950 — 18 травня 1951 року — голова Ради міністрів Узбецької РСР.
До грудня 1953 року — слухач Вищої партійної школи ЦК КПРС у Москві.
У січні 1954 — березні 1957 року — 1-й заступник голови виконавчого комітету Чимкентської обласної ради депутатів трудящих Казахської РСР.
У квітні 1957 — лютому 1959 року — на пенсії в Ташкентській області.
У лютому 1959 — березні 1960 року — директор радгоспу № 6 Орджонікідзевського району Ташкентської області. У березні 1960 — вересні 1962 року — директор садвинрадгоспу № 1 Орджонікідзевського району Ташкентської області.
З вересня 1962 року — персональний пенсіонер союзного значення.
Помер у Ташкенті 13 березня 1975 року. Похований на ташкентському цвинтарі Чигатай.

## Нагороди
- три ордени Леніна
- орден Вітчизняної війни ІІ ст.
- орден Трудового Червоного Прапора
- орден «Знак Пошани»
- медалі